# Echiniscoides higginsi
Echiniscoides higginsi är en djurart som tillhör fylumet trögkrypare, och som beskrevs av Hallas och Kristensen 1982. Echiniscoides higginsi ingår i släktet Echiniscoides och familjen Echiniscoididae. Inga underarter finns listade i Catalogue of Life.